# Башак-Конутлари (станція метро)
41°05′53″ пн. ш. 28°47′27″ сх. д. / 41.09806° пн. ш. 28.79083° сх. д.
Башак-Конутлари (тур. Başak Konutları) — станція лінії М3 Стамбульського метрополітену. Відкрита 14 липня 2013
Пересадки
- Автобуси: 78C, 78E, 78F, 78ZB, 79E, 79Ş, 82S, 89C, 98, 98KM, 143, 146B, 146K, 146M
- Маршрутки: Кючюкчекмедже — Депрем-Конутлари, Кючюкчекмедже — Каяшехір, Ширіневлер — Башакшехір, Ширіневлер — Каяшехір — Фенертепе

Конструкція станції — колонна трипрогінна станція мілкого закладення з острівною платформою 
Розташована — у центрі Башакшехір, під рогом бульварів Ататюрк та Хурієт. 